# Alexander Thynn (7e marquis de Bath)
Alexander George Thynn, 7e marquis de Bath (6 mai 1932 - 4 avril 2020), titré vicomte Weymouth entre 1946 et 1992, est un pair et propriétaire foncier anglais, propriétaire du domaine Longleat, qui siège à la Chambre des lords de 1992 à 1999, mais aussi artiste et auteur.
Lord Bath était sous les projecteurs des médias pour son apparence hippie et ses nombreuses « épouses ». La Sunday Times Rich List 2009 lui donne une richesse estimée à  157 millions de livres.

## Jeunesse et éducation
Thynn est né à Londres, fils d'Henry Thynne, 6e marquis de Bath et de Daphne Fielding, et grandit au siège de sa famille, Longleat, une grande maison élisabéthaine située dans un parc du Wiltshire aménagé au XVIIIe siècle par Capability Brown. Après avoir fréquenté Ludgrove School et le Collège d'Eton, il rejoint les Life Guards, et est nommé lieutenant en 1951. Il va ensuite à Christ Church, Oxford, où il est président du Bullingdon club, avant de se lancer dans un Grand Tour européen des temps modernes. Dans les années 1950, il étudie l'art à Paris.

## Carrière politique
Lorsqu'il est vicomte Weymouth, il se présente aux élections générales de février 1974 en tant que régionaliste du Wessex, estimant que le Wessex serait mieux en tant que région décentralisée du Royaume-Uni. Peu de temps après cette élection générale, il est l'un des fondateurs du Wessex Regionalist Party. Il se présente pour le parti lors des toutes premières élections au Parlement européen en 1979.
Après avoir succédé à son père au marquisat et à d'autres titres en 1992, il siège à la Chambre des lords en tant que libéral-démocrate, jusqu'à ce qu'il perde son droit de siéger à la Chambre haute à la suite de la Réforme de la Chambre des Lords. Entre autres questions, il s'est prononcé en faveur de la décentralisation pour les régions d'Angleterre.

## Vie privée
En 1969, Thynn épouse Anna Gyarmathy, d'origine hongroise, également connue sous le nom d'Anna Gaël dont il a deux enfants, Lenka Abigail Thynn et Ceawlin Thynn (8e marquis de Bath) (en), tous deux scolarisés dans une école polyvalente. Lord Bath a également reconnu une fille illégitime née c. 2000. Il a des relations sexuelles ouvertes avec plus de soixante-dix femmes pendant son mariage, dont beaucoup ont vécu dans des cottages de domaine. Lord Bath appelait ses maîtresses des « épouses »,,.
Né avec le nom de famille Thynne, il abandonne le « e » en 1976, car il voulait souligner sa prononciation correcte pour rimer avec pin et non pine. Il est connu pour son style vestimentaire coloré, qu'il a acquis alors qu'il était étudiant en art à Paris et est un peintre amateur prolifique qui décore les pièces de sa maison avec des scènes érotiques du Kama Sutra,.
Après la mort de son père en 1992, il renvoie son frère Christopher Thynne en tant que contrôleur de la succession, l'expulsant de sa maison sur le domaine de Longleat. Début 2010, il passe la direction de l'entreprise à son fils, alors vicomte de Weymouth. Selon un récit, le vicomte avait l'intention d'expulser les maîtresses de leurs cottages. Certaines des peintures murales de son père sont supprimées, ce qui provoque une rupture et conduit à un boycott par le marquis du mariage de son fils avec Emma McQuiston.

## Mort
Lord Bath est admis au Royal United Hospital, Bath, le 28 mars 2020 et pendant son séjour à l'hôpital, il est testé positif au COVID-19. Il est décédé d'une pneumonie alors qu'il était infecté par le virus le 4 avril 2020 à l'âge de 87 ans.